# Achillobator
Achillobator – rodzaj teropoda z rodziny dromeozaurów; jego nazwa oznacza „bohater Achillesa”.
Żył w późnej kredzie (ok. 93-80 mln lat temu) na terenach współczesnej centralnej Azji. Długość ciała od 4,6 do 6 m, wysokość do 2 m, masa ok. 80 kg. Jego szczątki znaleziono w Mongolii.
Jeden z największych (obok utahraptora i austroraptora) dromeozaurów. Drapieżnik, na kończynach tylnych miał wielki pazur, który umożliwiał wbijanie się w ciało ofiary. Prawdopodobnie polował w grupach.

## Historia odkryć
Skamieniałe pozostałości achillobatora zostały odkryte po raz pierwszy podczas mongolsko-rosyjskiej ekspedycji w 1989, ale zwierzę nie zostało opisane aż do 1999, gdy zrobili to mongolski paleontolog Altangerel Perle i Amerykanie Mark Norell i James Clark. Opis nie był jednak kompletny i został opublikowany właściwie bez wiedzy ostatnich dwóch autorów.
Skamieniałe kości achillobatora zostały znalezione niepołączone stawowo, ale razem, włączając w to fragment szczęki z zębem, jak i kręgi wszystkich odcinków kręgosłupa, żebra, kości ramienia, miednicy, kończyn przednich i tylnych. Znalezisko miało miejsce w datowanej na późną kredę formacji Bajan sziree w mongolskim ajmaku wschodniogobijskim. Dokładny wiek jest niepewny, istnieją 2 hipotezy. Podczas porównania z innymi formacjami fauna z Bajan sziree wygląda na pochodzącą z turonu lub wczesnego kampanu, około 93 - 80 milionów lat temu. Z drugiej strony analizy magnetostratygraficzne formacji wskazują na długi kredowy okres bez zmiany biegunów, który trwał do końca santonu, możliwy jest tutaj cenoman, szacuje się czas też na 98 - 83 mln lat temu. W formacji poza achillobatorem znaleziono jeszcze następujące zwierzęta: alektrozaur (teropod), segnozaur (teropod), talarur (dinozaur pancerny), baktrozaur (dinozaur kaczodzioby).

### Nazwa
Nazwa Achillobator pochodzi od Achillesa, herosa z mitologii greckiej, wojownika wojny trojańskiej, oraz mongolskiego słowa bator oznaczającego wojownika, bohatera. Odnosi się to do wielkiego ścięgna Achillesa (tendo calcanei) potrzebnego temu dinozaurowi do używania sierpowatego szpona na stopie, najważniejszej broni u dromeozaurów. Opisany został jeden gatunek, A. giganticus (giganticus - wielki), nazwany tak, ponieważ jest o wiele większy niż większość dromeozaurów.

## Klasyfikacja
Achillobator prawdopodobnie należy do rodziny dromeozaurów, uważanej za bardzo blisko spokrewnioną z ptakami. O ile relacje dromeozaurów w stosunku do innych teropodów (wliczając w nie ptaki) są względnie dobrze poznana, filogeneza wewnątrz tej rodziny już nie. Najnowsze analizy wskazują, że Achillobator zalicza się do podrodziny dromeozaurów (Dromeosaurinae), blisko spokrewniony z formami północnoamerykańskimi, jak Utahraptor czy dromeozaur. Takie dromeozaury, jak deinonych czy sławny welociraptor reprezentowały inną gałąź tej rodziny (Velociraptorinae).

## Hipoteza chimery
Kość miedniczna achillobatora ma plezjomorficzne cechy w porównaniu z innymi dromeozaurami. Dla przykładu kość łonowa jest ustawiona pionowo i jest zakończona wielkim wyrostkiem, podczas gdy u innych dromeozaurów nie występuje lub jest znacznie mniejszy, natomiast kość łonowa  kieruje się w tył, jak i kość kulszowa (stosunki takie występują m.in. u niespokrewnionych blisko z dromeozaurami terizinozaurów i dinozaurów ptasiomiednicznych, jak również ptaków).
Powyższe i inne różnice podsunęły naukowcom pomysł, że opisywany tu A. giganticus to paleontologiczna chimera (pomieszane szczątki różnych zwierząt). Chociaż inne badania podjęły próby obalenia tego, zauważono wiele kości połączonych półstawowo i achillobator cały czas uchodzi za przedstawiciela dromeozaurów w kladystyce, także po wzięciu pod uwagę różnic.